# Xã đặc quyền Northville, Michigan
Xã Northville (tiếng Anh: Northville Township) là một xã thuộc quận Wayne, tiểu bang Michigan, Hoa Kỳ. Năm 2010, dân số của xã này là 28.497 người.